# Callionima
Callionima is een geslacht van vlinders uit de onderfamilie Macroglossinae van de familie pijlstaarten (Sphingidae).

## Soorten
- Callionima acuta (Rothschild & Jordan, 1910)
- Callionima calliomenae (Schaufuss, 1870)
- Callionima denticulata (Schaus, 1895)
- Callionima falcifera (Gehlen, 1943)
- Callionima gracilis (Jordan, 1923)
- Callionima grisescens (Rothschild, 1894)
- Callionima inuus (Rothschild & Jordan, 1903)
- Callionima nomius (Walker, 1856)
- Callionima pan (Cramer, 1779)
- Callionima parce (Fabricius, 1775)
- Callionima ramsdeni (Clarke, 1920)

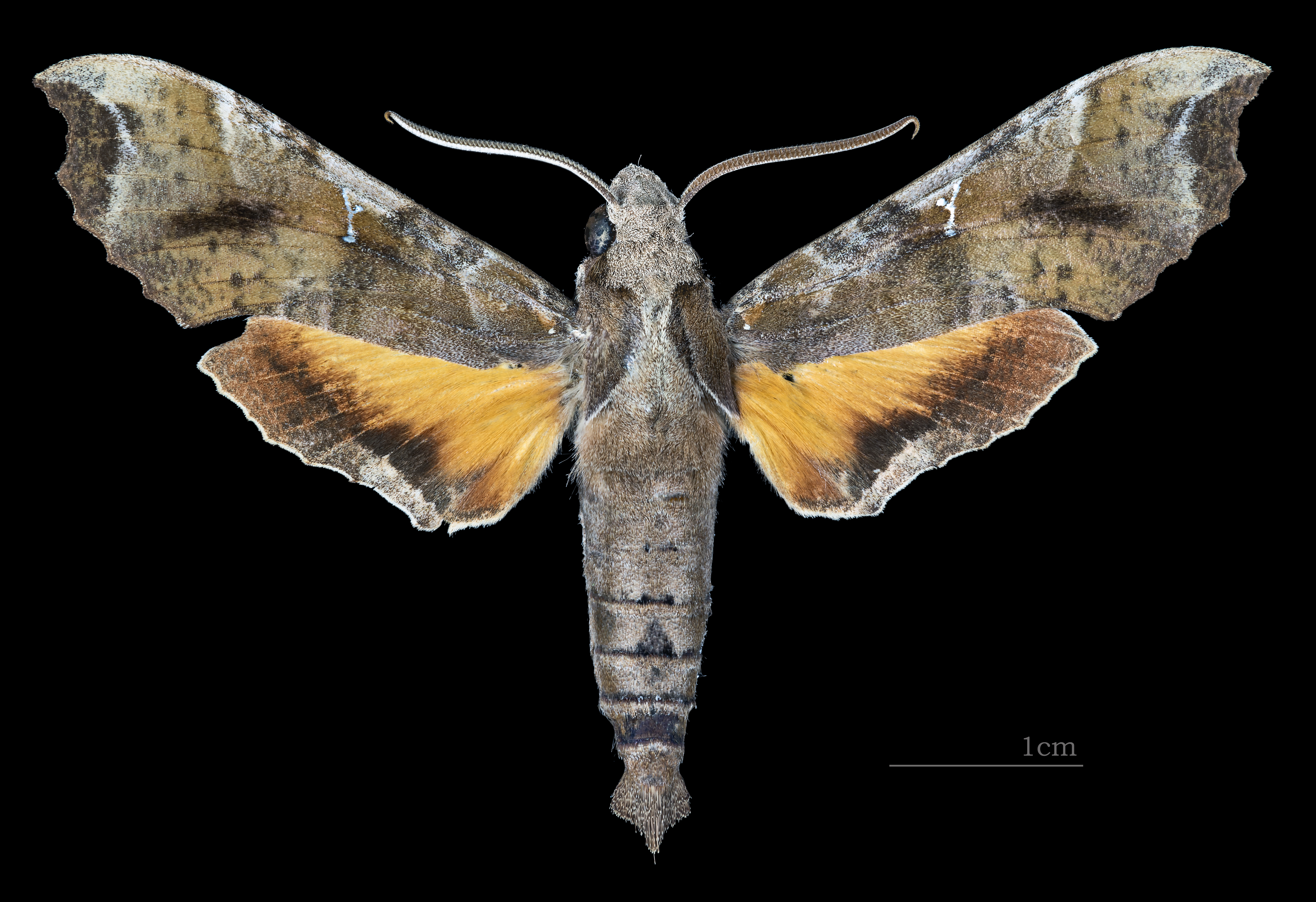
Callionima calliomenae
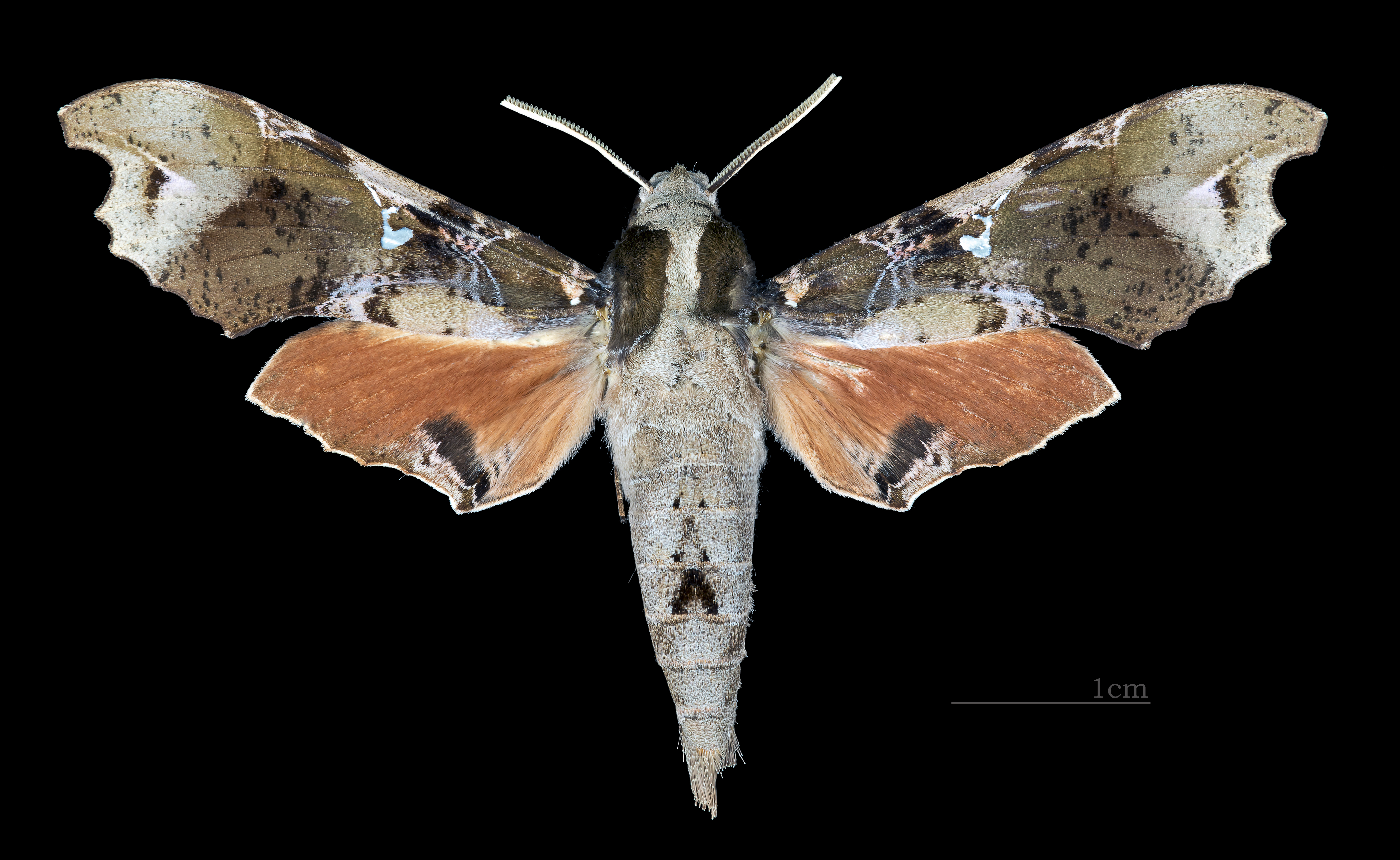
Callionima denticulata
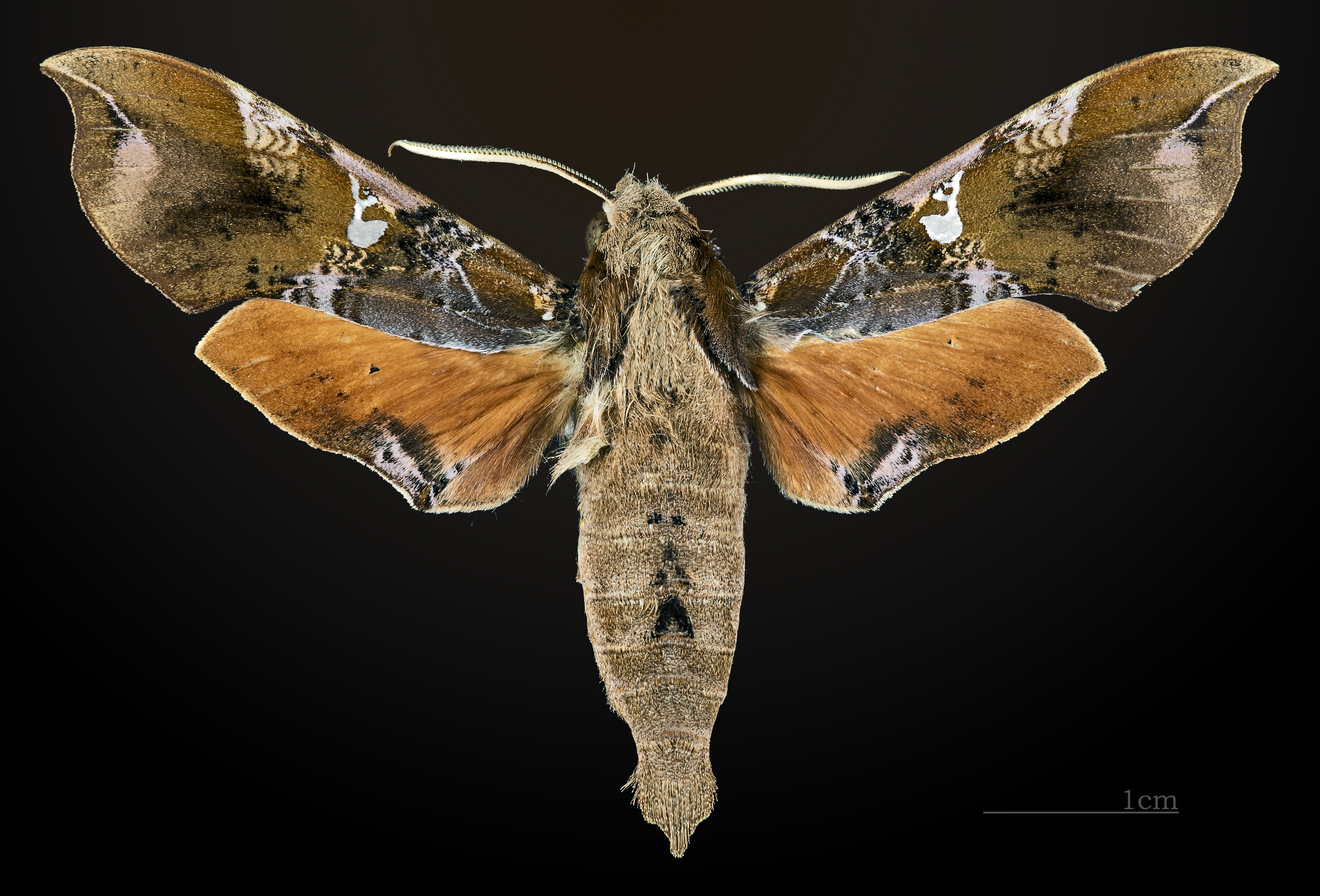
Callionima falcifera
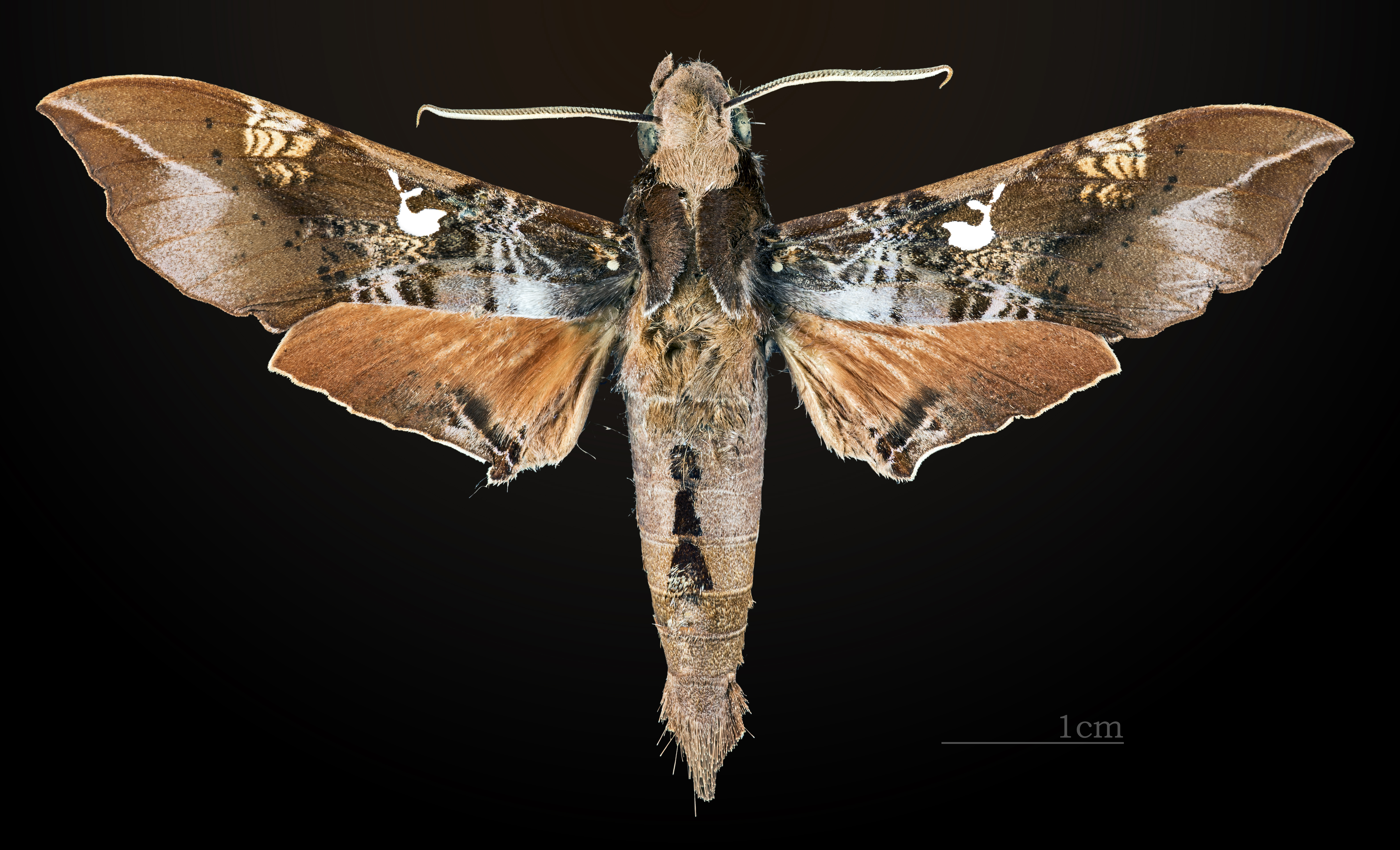
Callionima inuus
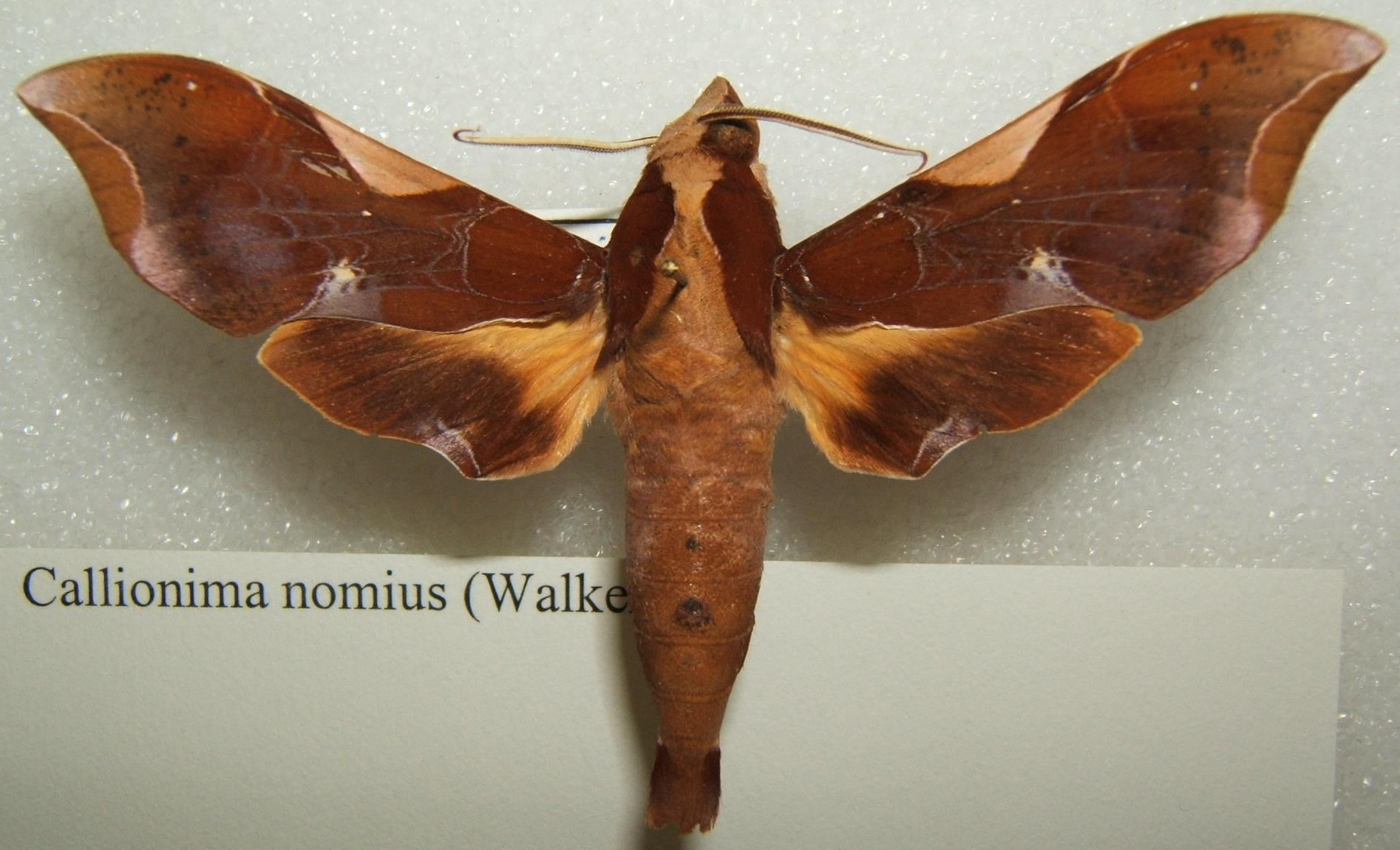
Callionima nomius
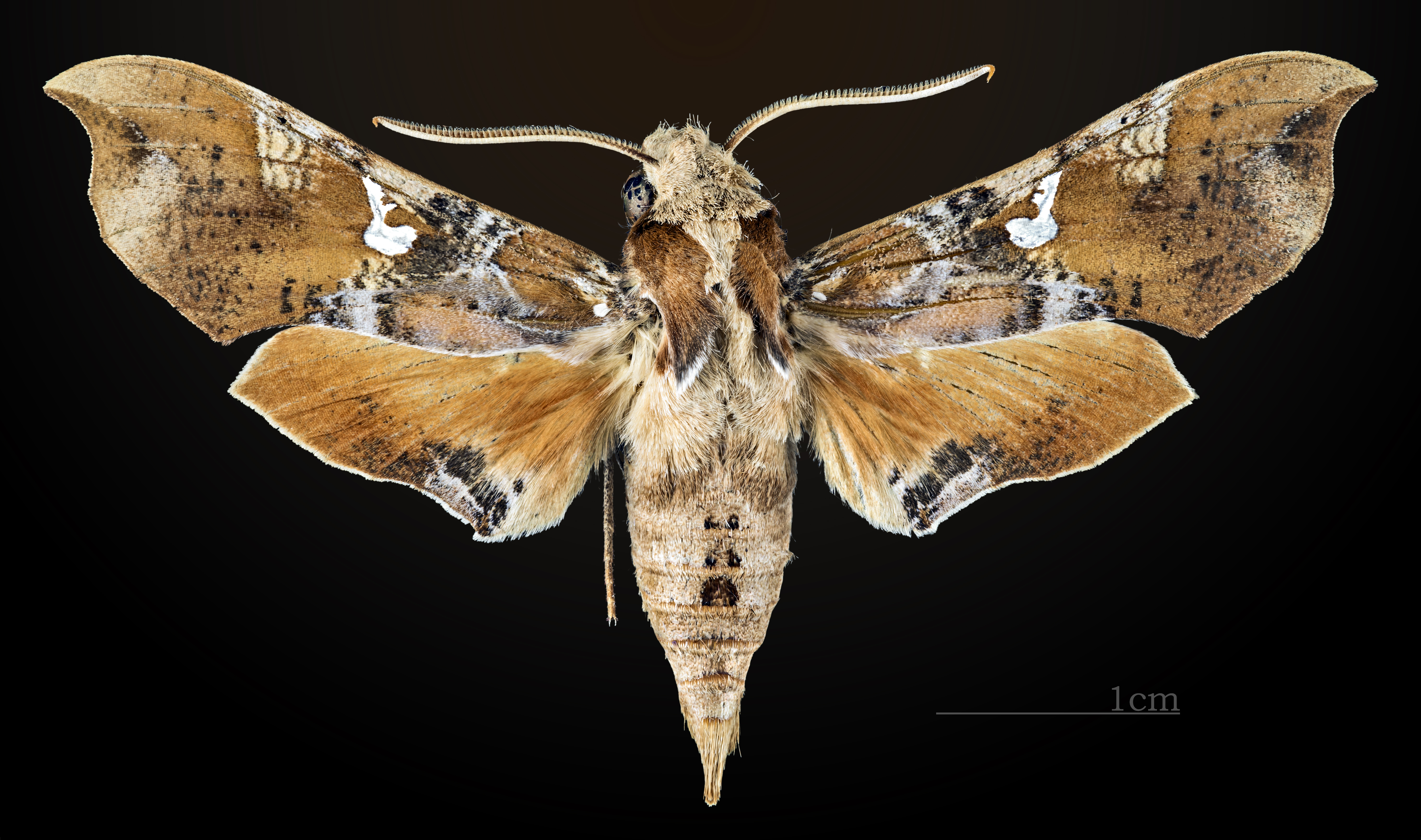
Callionima parce